# 约翰·克努特松

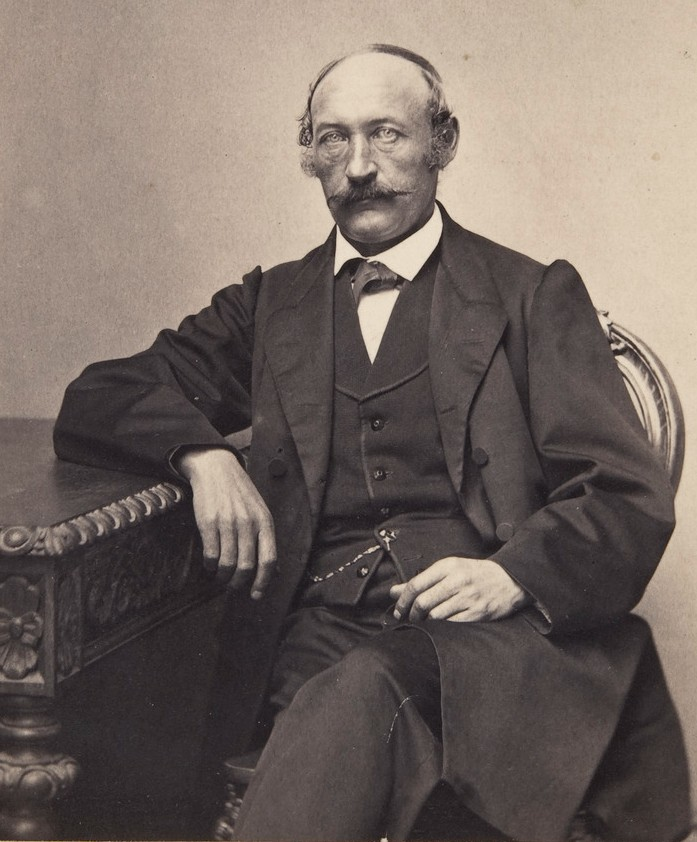
约翰·克努特松（约1890 年）

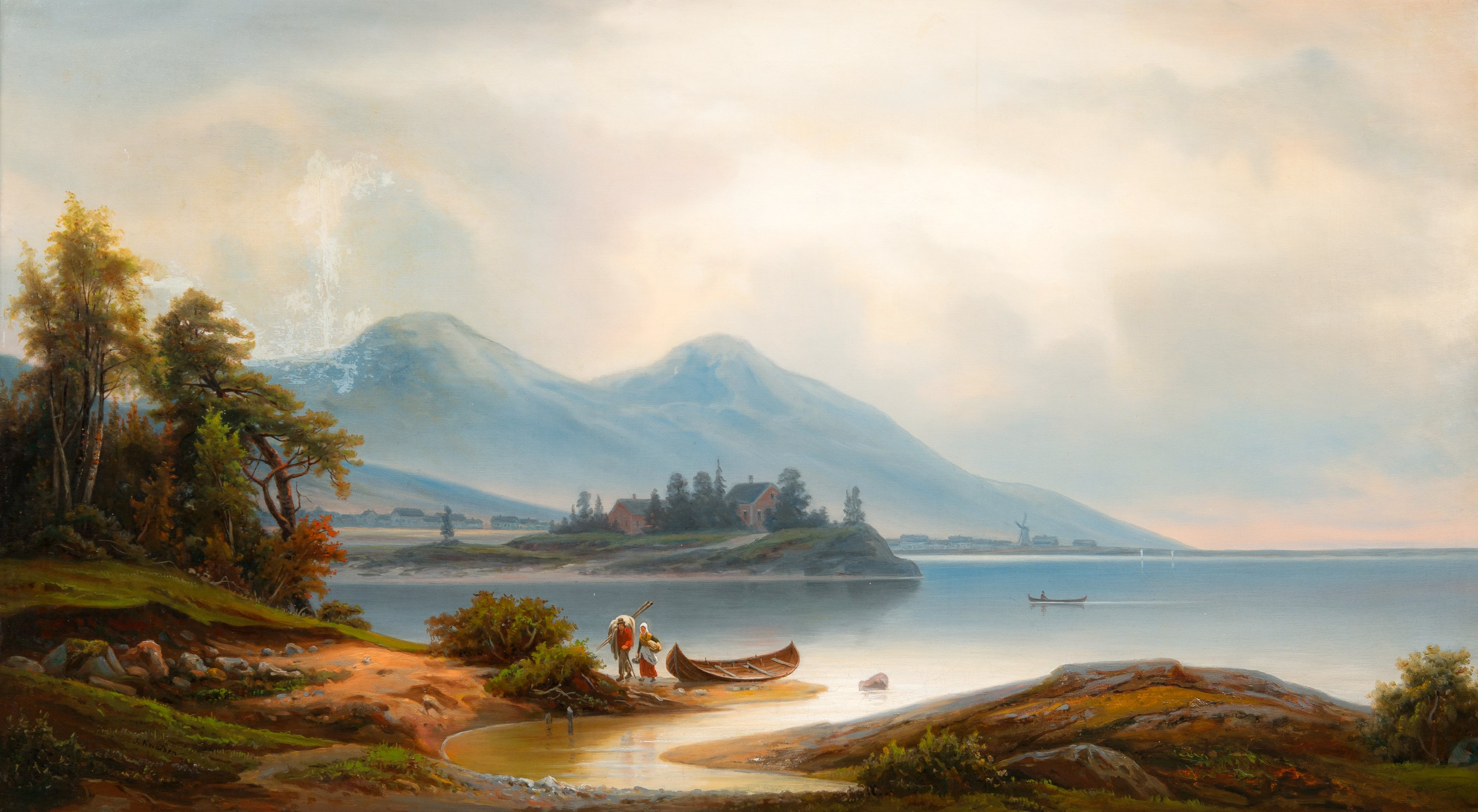
约翰·克努特松的作品

约翰·克努特松（瑞典語：Johan Knutson，1816年9月28日—1899年9月13日），是一位生于瑞典的芬兰风景画家。

## 生平
约翰·克努特松曾于1838年留学哥本哈根，之后在1839-1840年间于瑞典皇家藝術學院的石版印刷学部学习。毕业后移居芬兰。他在这里加入了芬兰艺术家协会，于1844-1890年间在波爾沃的一所学校教授绘画。他在此期间与芬兰神父、歌词作家、史诗作家约翰·卢德维格·鲁内贝里成为朋友，其创作亦受到了鲁内贝里的诗作的影响。
1840年代初，约翰·克努特松用幽默的风格描绘了赫尔辛基街头的风土人情，但这些画作的出版、公开却被警察总监所禁止。1845至1852年间，约翰·克努特松为书籍《画中的芬兰》绘制插图，该书的文字由作家萨克里斯·托佩柳斯编纂。约翰·克努特松总共为那部书创作了48幅风景画。一些小册子也收录过约翰·克努特松的画作，这些小册子被统称为《游在芬兰》；它於1872-1874年间出版。
1858年，约翰·克努特松举办了首次个人展览。他还参加过在瑞典举办的展览，其中比较著名的是1866年斯德哥尔摩工业博览会。
图尔库艺术博物馆、坦佩雷艺术博物馆、天鹅座画廊、赫尔辛基市博物馆、波尔沃市政厅以及芬蘭國家博物館都收藏有约翰·克努特松的作品。